# 1,1-dikloroetan
1,1-dikloroetan (tudi etilidenklorid; formula C2H4Cl2) je enostaven kloriran ogljikovodik, brezbarvna oljnata tekočina s kloroformu podobnim vonjem. Je slabo topen v vodi, dobro pa se topi v večini organskih topil. 
Letna proizvodnja v ZDA presega 500 ton. Največ se ga uporabi kot surovino za sintezo 1,1,1-trikloroetana. V majhnih količinah ga uporabljajo tudi kot topilo v proizvodnji plastičnih materialov, mineralnih olj, gume in maščob, pa tudi kot razmaščevalec, fumigant v sprejih za insekticide in v halonskih gasilnih aparatih.
Pri sobni temperaturi je precej stabilen; pri krekingu pri 400-500 °C in 1 MPa nastane viniklorid. V atmosferi se razgradi v času 62 dni, v principu zaradi fotolitične oksidacije s hidroksidnim radikalom. 

## Nevarne lastnosti
O njem nimamo veliko podatkov o toksičnosti. Je manj toksičen od 1,2-dikloretana, ki pa je eden izmed najbolj toksičnih.
Kot posledica široke uporabe je lahko prisoten v odpadnih vodah in v trdnih odpadkih. Iz onesnažene vode ali zemlje izhlapi, lahko pa delno pronica v podtalnico, kjer ostane dolgo časa. V človekovo telo se vnaša v glavnem preko dihal, lahko tudi preko prebavil (voda in hrana), pa tudi preko kože. Uvrščen je med možne karcinogene za ljudi. V večjih koncentracijah deluje narkotično, včasih se je zato uporabljal kot inhalacijski anestetik.